# Oesch’s die Dritten

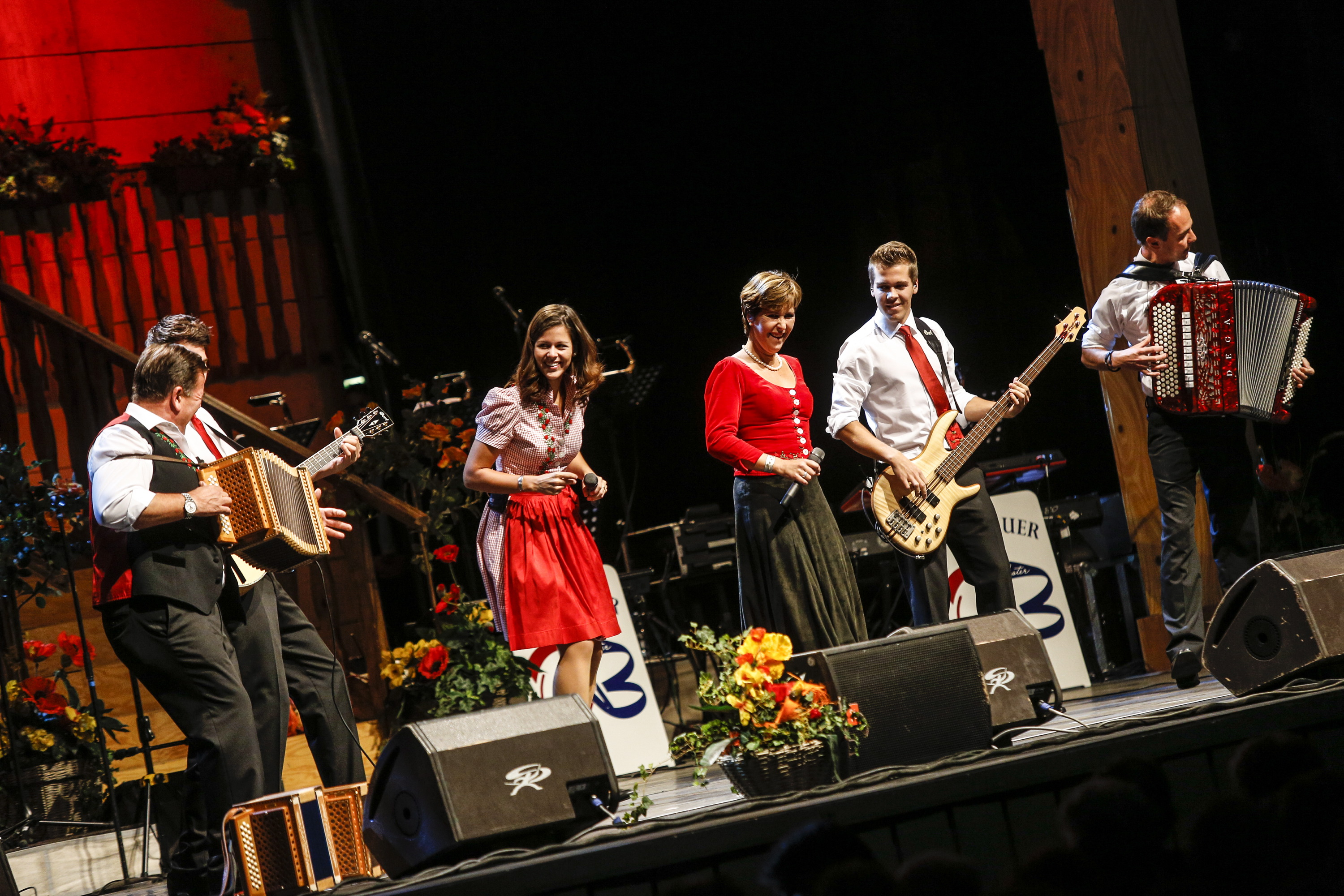
Oesch’s die Dritten (2013)

Oesch’s die Dritten sind eine Schweizer Volksmusikgruppe aus Schwarzenegg im Berner Oberland, die aus Hansueli und Annemarie Oesch, ihren Kindern Melanie, Kevin und Mike sowie dem Akkordeonisten Urs Meier besteht.

## Geschichte
Die Familientradition als Volksmusiker begann mit dem Trio Oesch von Hans Oesch. Sohn Hansueli setzte sie fort. Zusammen mit den drei Kindern der dritten Generation nannten sie sich dann Oesch’s die Dritten.
Bereits in den 1990er Jahren traten die Kinder mit den Eltern auf. Ende der 1990er hatten sie erste Auftritte im regionalen und nationalen Fernsehen und nahmen eine erste CD auf. 2001 bestritten sie mehrere Auftritte in den Vereinigten Staaten. Ihr Durchbruch im deutschsprachigen Raum kam 2007: Sie vertraten die Schweiz im Nachwuchswettbewerb des Musikantenstadls und gewannen mit deutlichem Vorsprung. Von da an waren sie regelmässig Gast in den verschiedenen Volksmusiksendungen im Fernsehen und bei grossen Volksmusikveranstaltungen. Beim Silvesterstadl 2007 gewannen sie den Stadlstern 2007. Beim Grand Prix der Volksmusik kamen sie 2008 mit Die Jodelsprache auf den dritten Platz.
Ende 2007 veröffentlichten Oesch’s die Dritten das Album Jodelzauber, das sich monatelang in den Schweizer Charts hielt und inzwischen mit Doppelplatin ausgezeichnet wurde. Ein Jahr später folgte Frech – Frisch – Jodlerisch, das innerhalb kurzer Zeit Gold und Platin bekam. Ausserdem wurden die Alben Volksmusik ist international, Jodel-Time und Wurzeln und Flügel mit Gold ausgezeichnet.
Im Oktober 2008 gewann ihr Ku-Ku-Jodel in der SF-1-Sendung Die grössten Schweizer Hits 2008 in der Kategorie «Heimat & Fernweh» und zog in das Finale der fünf Kategoriesieger ein, das sie am 30. November für sich entschieden. Das Jodellied konnte sich auch in den Schweizer Singles-Charts platzieren. Komponiert wurde es von Peter Hinnen.

## Bandmitglieder

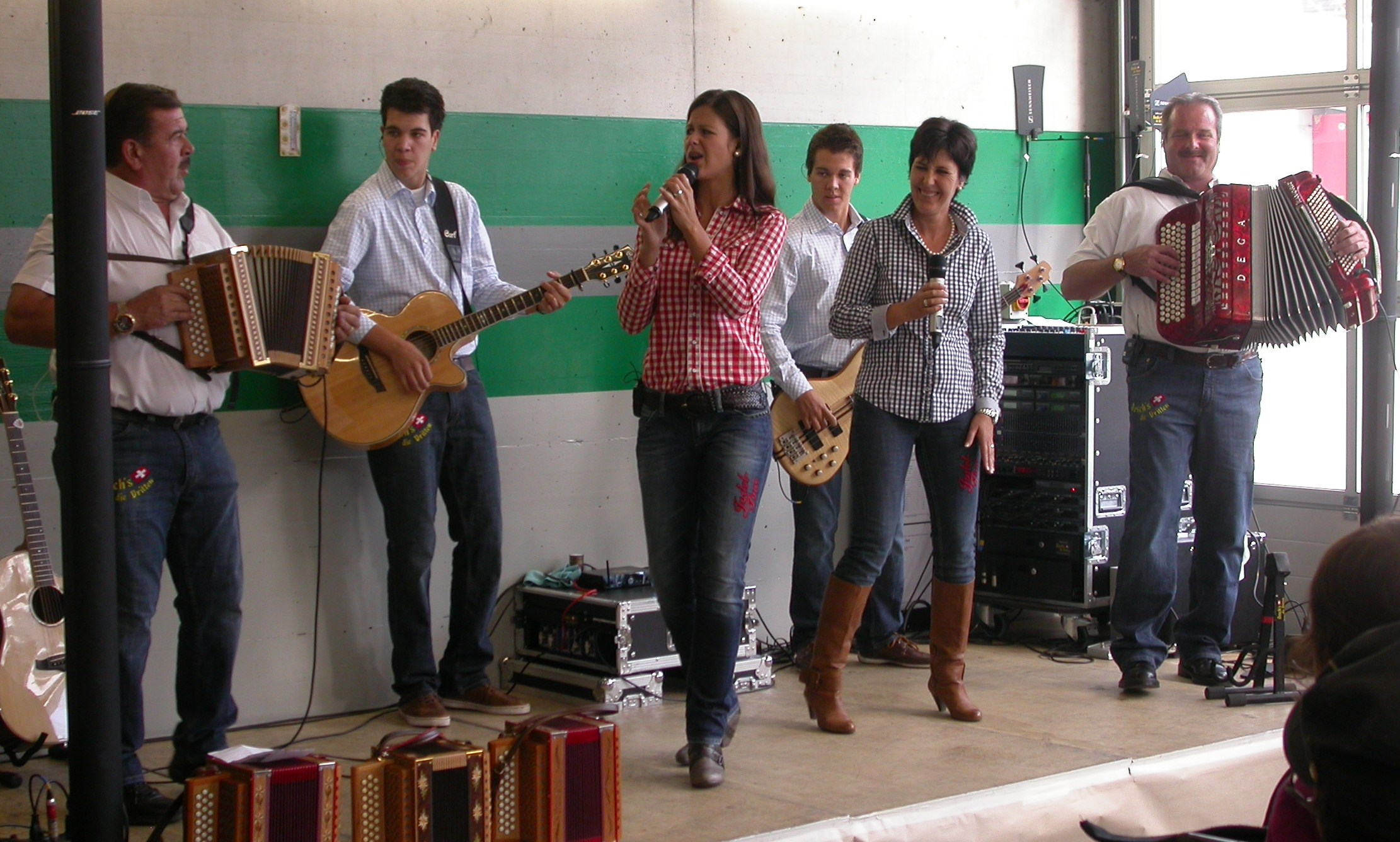
Oesch’s die Dritten (2011)

- Hansueli Oesch (* 14. Juli 1958):

Er ist gelernter Landwirt, war Postangestellter und spielt bei Oesch’s die Dritten hauptberuflich das Schwyzerörgeli.
- Annemarie Oesch (* 8. Februar 1963):

Sie ist diplomierte Pflegefachfrau und leitete mit einer Kollegin eine Station im Rehabilitations-/Gesundheitszentrum Schönberg Gunten. In der Gruppe ist sie nun hauptberuflich Sängerin.
- Melanie Oesch (* 14. Dezember 1987):

Sie ist die Sängerin von Oesch’s die Dritten und jodelt. Sie wuchs in der Nähe von Thun im Kanton Bern auf und besuchte in Thun das Musikgymnasium. Bereits mit fünf Jahren stand sie zum ersten Mal auf der Bühne.
2008 wurde sie zur «Thunerin des Jahres 2007» gewählt. Im Film Das Musikhotel am Wolfgangsee spielte sie 2008 die Rolle der Melanie. 2022 war sie Teilnehmerin der dritten Staffel bei Sing meinen Song – Das Schweizer Tauschkonzert. Als Autorin hat sie, gemeinsam mit der Illustratorin Christina Wald, zwei Kinderbücher veröffentlicht.
- Mike Oesch (* 14. Januar 1989):

Mike spielt E-Bassgitarre. Er ist gelernter Kaufmann und fuhr früher Skirennen. 2009 musste er seine Sportkarriere wegen einer chronischen Knieentzündung aufgeben.
- Kevin Oesch (* 23. Oktober 1990):

Er erlernte den Beruf eines Heizungsmonteurs, bei Auftritten spielt er die akustische Gitarre.
- Urs Meier (* 14. November 1980):

Er gehört seit 2011 zu Oesch’s die Dritten und spielt das Akkordeon. Er ist in Einsiedeln aufgewachsen, im nidwaldischen Beckenried betreibt er heute eine eigene Akkordeonfachwerkstatt.

## Diskografie

### Alben
| Jahr | Titel                                                   | Höchstplatzierung, Gesamtwochen, AuszeichnungChartplatzierungen (Jahr, Titel, Platzierungen, Wochen, Auszeichnungen, Anmerkungen) | Höchstplatzierung, Gesamtwochen, AuszeichnungChartplatzierungen (Jahr, Titel, Platzierungen, Wochen, Auszeichnungen, Anmerkungen) | Höchstplatzierung, Gesamtwochen, AuszeichnungChartplatzierungen (Jahr, Titel, Platzierungen, Wochen, Auszeichnungen, Anmerkungen) | Anmerkungen                           |
| Jahr | Titel                                                   | CH | AT | DE | Anmerkungen                           |
| ---- | ------------------------------------------------------- | --- | --- | --- | ------------------------------------- |
| 2007 | Jodelzauber                                             | CH22 ×2Doppelplatin · (59 Wo.)CH                                                                                                  | — | — |                                       |
| 2008 | Frech – Frisch – Jodlerisch                             | CH18 Platin · (24 Wo.)CH | AT74 (1 Wo.)AT | — |                                       |
| 2009 | Wir schauen zurück                                      | CH81 (4 Wo.)CH | — | — | Best-of-Album                         |
| 2009 | Volksmusik ist international                            | CH16 Gold · (10 Wo.)CH | — | — |                                       |
| 2009 | Winterpracht                                            | CH63 (4 Wo.)CH | — | — |                                       |
| 2011 | Jodel-Time                                              | CH24 Gold · (10 Wo.)CH | — | — |                                       |
| 2012 | Unser Regenbogen                                        | CH22 (20 Wo.)CH | — | — |                                       |
| 2013 | Live … unsere grössten Hits                             | CH32 (16 Wo.)CH | — | — | Livekompilation                       |
| 2014 | Wurzeln und Flügel                                      | CH6 Gold · (16 Wo.)CH | — | — |                                       |
| 2016 | Jodelzirkus                                             | CH5 Gold · (19 Wo.)CH | — | DE80 (1 Wo.)DE |                                       |
| 2017 | 20 Jahre Jodelzirkus                                    | CH32 (11 Wo.)CH | — | — | Best-of-Album                         |
| 2018 | Vätu’s Wunschliste – Zum 60. Geburtstag                 | CH3 (14 Wo.)CH | — | — |                                       |
| 2020 | Die Reise geht weiter – Wäutebummler – Heimat im Gepäck | CH4 (23 Wo.)CH | — | — |                                       |
| 2022 | 25 Jahre – es Fescht                                    | CH2 (27 Wo.)CH | — | — |                                       |
| 2025 | Händmade                                                | CH3 (20 Wo.)CH | — | — | Erstveröffentlichung: 24. Januar 2025 |

Weitere Alben
- Mit neuem Power (als Trio Oesch und Oesch’s die Dritten, 1998)
- SMS – Schweizer-Music-sowieso (2003)
- Die stille Zeit ruft (EP, 2012)

### Singles
| Jahr | Titel Album | Höchstplatzierung, Gesamtwochen, AuszeichnungChartsChartplatzierungen (Jahr, Titel, Album, Platzierungen, Wochen, Auszeichnungen, Anmerkungen) | Anmerkungen |
| Jahr | Titel Album | CH | Anmerkungen |
| ---- | ----------- | --- | ----------- |
| 2008 | Ku-Ku Jodel | CH28 (9 Wo.)CH |             |

Weitere Singles
- Die Jodelsprache (2008)
- Da da muh! (2013)
- Zirkusjodel (2015)
- Heimat (2019)
- Heimat (Nax-Nartin-Remix) (2019)

## Auszeichnungen
- 2008: Prix Walo – Kategorie „Traditionelle Volksmusik“[8]
- 2016: Prix Walo – Kategorie „Schlager“[8]